# 기타 통화에 관한 죄
기타 통화에 관한 죄(其他通貨－罪) ( 행사할 목적으로 위조 또는 변조한 통화를 취득하는 죄(208조), ( 위조 또는 변조한 통화를 취득한 후에 그 정을 알고 행사하는 죄(210조) 및 ( 판매할 목적으로 내국 또는 외국에서 통용하거나 유통하는 화폐·지폐 또는 은행권에 유사한 물건을 제조·수입 또는 수출하거나(211조 1항), 또는 이러한 물건을 판매하는 죄(211조 2항) 등이 있다.

## 같이 보기
- 대한민국 형법상 범죄 목록